# Sid Avery
Sid Avery (* 12. Oktober 1918 in Akron, Ohio; † 1. Juli 2002 in Los Angeles) war ein amerikanischer Fotograf. Er wurde berühmt in den 1950er und 1960er Jahren durch seine Fotos von Berühmtheiten, hauptsächlich Filmstars. Seine Bilder zeigten die Stars in ihrer privaten Umgebung.

## Leben
Mit der Fotografie kam er mit sieben Jahren das erste Mal über seinen Onkel, einen professionellen Fotografen, in Berührung. 1937 besucht er die Frank Wiggins Trade School, an der er Fotografie lernt. Während des Zweiten Weltkriegs dient er als Fotojournalist im Auftrag der US-Armee. Zurück in den USA gründet er 1946 ein Studio in Hollywood und fotografiert für verschiedenste Zeitungen.
1967 gründet Avery zusammen mit Dick Kuhn die Avery-Kuhn Productions, die sich auf das Drehen von Werbefilmen spezialisieren. Die Agentur entwickelt Effekte wie Solarisation, Weichzeichnerlinsen und spezielle Beleuchtungen, z. B. Sonnenaufgang für Automobilwerbung.
Die 1969 gegründeten Avery Film Productions drehen jedes Jahr rund 70 Werbefilme.
1985 zog sich Avery aus seinen Filmstudios zurück und wurde Chairman der Hollywood Photographers Archives. 1989 gründete Avery das Motion Picture and Television Archive, das er bis 2002 leitete.

## Privatleben
Sid Avery war mit Diana Avery verheiratet. Das Paar hat drei Kinder: Sandra Guttman, Marc Avery, und Ron Avery.